# Charaxes betsimisaraka
Charaxes betsimisaraka är en fjärilsart som beskrevs av Lucas 1872. Charaxes betsimisaraka ingår i släktet Charaxes och familjen praktfjärilar. Inga underarter finns listade i Catalogue of Life.